# Junodia vansomereni
Junodia vansomereni är en bönsyrseart som beskrevs av Roger Roy 1972. Junodia vansomereni ingår i släktet Junodia och familjen Hymenopodidae. Inga underarter finns listade i Catalogue of Life.